# Euplexia maculata
Euplexia maculata là một loài bướm đêm trong họ Noctuidae.